# Maurice Compte
Maurice Compte (Nova Orleães, 01 de janeiro de 1969) é um ator americano descendente de cubanos conhecido por interpretar o Coronel Horacio Carrillo na série televisiva Narcos, da Netflix

## Biografia
Maurice nasceu em Nova Orleans e cresceu em Miami nos anos 1980. Considerava o alistamento no Corpo de Fuzileiros Navais dos Estados Unidos após o ensino médio, mas precisava de créditos em artes para concluir o colegial. Por ser introvertido, recusou-se a participar de atividades de improvisação nas aulas. Compte acreditou que reprovaria o ano quando sua professora, Marty Bancock, o abordou dizendo que se ele não subisse no palco no dia seguinte, não precisaria mais aparecer nas aulas. Para surpresa de seus colegas, Maurice compareceu, apesar de estar sobre grande estresse em casa, já que sua avó estava fenecendo no hospital.
Posteriormente Marty Bancock, hoje vista por Compte como uma de suas inspirações para atuação, o convidou a fazer um teste para a peça da escola. Compte contracenou com um de seus melhores amigos, Mel Rodriguez, hoje conhecido pelo seu papel na série televisiva The Last Man on Earth, da FOX. Com o sucesso da peça em concursos nacionais escolares, Compte recebeu uma bolsa de estudos completa para cursar atuação em uma universidade, levando-o a abandonar a ideia de se alistar no Corpo de Fuzileiros e seguir com a carreira de ator.
Atualmente vive em Los Angeles, Califórnia com sua esposa Nichole Gates e seus dois filhos.

### Narcos (2015-2016)
Maurice Compte trabalhou com um dos cocriadores de Narcos, Chris Brancato, em um piloto de série que nunca deslanchou. Brancato então prometeu ao ator que os dois ainda trabalhariam juntos. Quinze anos depois, quando Maurice encontrava-se na fase inicial dos testes para Narcos, Brancato o telefonou oferecendo-lhe imediatamente o papel de Coronel Carrillo, já com a aprovação da Netflix. Posteriormente, Maurice dirigiu-se à Colômbia, local de gravação da série, buscando praticar o espanhol e se preparar para o papel.

## Filmografia
| Filmes     | Filmes                                | Filmes                         | Filmes                                                               |
| Ano        | Título                                | Papel                          | Notas                                                                |
| ---------- | ------------------------------------- | ------------------------------ | -------------------------------------------------------------------- |
| 1996       | O Substituto                          | Tay                            |                                                                      |
| 1996       | Illtown                               | Pep                            |                                                                      |
| 1999       | The Dream Catcher                     | Freddy                         |                                                                      |
| 1999       | Eastside                              | Toad                           |                                                                      |
| 2000       | Antes do Anoitecer                    | Nicolas Abreu                  |                                                                      |
| 2000       | As Divas do Blue Iguana               | Drug Buyer                     |                                                                      |
| 2001       | Um Policial em Apuros                 | Jo Jo                          |                                                                      |
| 2002       | Fidel                                 | Raul Castro                    | Filme para TV                                                        |
| 2002       | Showtime                              | Chili                          |                                                                      |
| 2002       | Ruas Selvagens                        | Maurice                        |                                                                      |
| 2003       | Prova de Amor (filme)                 | Bo                             |                                                                      |
| 2006       | Big Top                               | Rico                           |                                                                      |
| 2007       | Poet's War                            | Garcia                         |                                                                      |
| 2008       | Choke.Kick.Girl.                      | Chatto                         | Curta-metragem                                                       |
| 2008       | They Never Saw Us Coming              | Waleed                         | Além de atuar, também dirigiu, escreveu e editou                     |
| 2008       | Vamonos                               | Manny                          | Curta-metragem                                                       |
| 2009       | Spoken Word                           | George                         |                                                                      |
| 2009       | Civil Strife                          | Fallah                         |                                                                      |
| 2009       | Tribal Negotiations                   | Fallah                         |                                                                      |
| 2009       | After Action Review                   | Fallah                         |                                                                      |
| 2010       | Guess Who's Coming to Dinner          | Hakim                          |                                                                      |
| 2011       | The Blue of Noon                      | Percival Blue                  |                                                                      |
| 2011       | Yelling to the Sky                    | Junior Oriol                   |                                                                      |
| 2012       | Marcados para Morrer                  | Big Evil                       |                                                                      |
| 2012       | I Do                                  | Mano Alfaro                    |                                                                      |
| 2014       | Sabotagem                             | Sapo                           |                                                                      |
| 2014       | Echo Park                             | Mateo                          |                                                                      |
| 2014       | Caçada Mortal                         | Danny Ortiz                    |                                                                      |
| 2014       | Loucuras no México                    | Pelon                          |                                                                      |
| 2015       | There Is a New World Somewhere        | Esteban                        |                                                                      |
| 2015       | Clarity                               | Omar (adulto)                  |                                                                      |
| 2016       | A História Real de um Assassino Falso | Juan                           |                                                                      |
| 2017       | Once Upon a Time in Venice            | Oscar                          |                                                                      |
| Televisão  |                                       |                                |                                                                      |
| Ano        | Título                                | Papel                          | Notas                                                                |
| 1997       | Chicago Hope                          | Lead Gang Kid                  | Episódio: "The Son Also Rises"                                       |
| 1997       | Pacific Blue                          | Caesar Zamora                  | Episódio: "Blood for Blood"                                          |
| 1997-1999  | Nova Iorque Contra o Crime            | Gangbanger #2 e Justin Candell | Episódio: "What a Dump!" e "Don't Meth with Me"                      |
| 1999       | L.A. Doctors                          |                                | Episódio: "Forty-Eight Minutes"                                      |
| 1999       | Tales from the East Side              | Raul                           |                                                                      |
| 2000       | Angel: O Caça-Vampiros                | Chain                          | Episódio: "War Zone"                                                 |
| 2001       | O Desafio                             | Manny Guzman                   | Episódio: "Home of the Brave"                                        |
| 2001       | UC: Undercover                        | Rafael Ortega                  | Episódio: "Of Fathers and Sons"                                      |
| 2003       | Boomtown                              | Pedro Aguilar / Jaime Aguilar  | Episódio: "Sinaloa Cowboys"                                          |
| 2003       | 24 Horas                              | Cole                           | 3 episódios                                                          |
| 2003       | CSI: Miami                            | Guillermo Soriano              | Episódio: "Body Count"                                               |
| 2004       | Karen Sisco                           | Aldo                           | Episódio: "Dog Day Sisco"                                            |
| 2005       | CSI: Nova Iorque                      | Michael Armstrong              | Episódio: "On the Job"                                               |
| 2005       | Line of Fire                          | FBI Informant                  | Episódio: "Born to Run"                                              |
| 2005       | Wanted                                | Alvarez Kelly                  | Episódio: "Click, Click, Boom"                                       |
| 2005-2006  | E-Ring                                | Charlie Gutierrez              | 11 episódios                                                         |
| 2008       | Moonlight                             | Bustos                         | Episódio: "Love Lasts Forever"                                       |
| 2008       | Burn Notice                           | Trevor                         | Episódio: "Scatter Point"                                            |
| 2009       | Desaparecidos                         | Mario Castro                   | Episódio: "Friends and Neighbors                                     |
| 2009       | Life                                  | Len Lyle Hix                   | Episódio: "3 Women"                                                  |
| 2009       | Monk: Um Detetive Diferente           | Luke Johnston                  | Episódio: "Mr. Monk Goes Camping"                                    |
| 2010       | NCIS: Los Angeles                     | Rafael Taro                    | Missing                                                              |
| 2010       | Futurestates                          | Oscar                          | The Rise                                                             |
| 2010       | CSI: Investigação Criminal            | Chalo Arua                     | Episódio: "Irradiator"                                               |
| 2010       | Engana-me se Puder                    | Juan Campos                    | Episódio: "Headlock"                                                 |
| 2011       | Southland: Cidade do Crime            | Officer Rodrigo Morales        | Episódios: "Graduation Day" e "Failure Drill"                        |
| 2011       | Breaking Bad                          | Gaff                           | 4 episódios                                                          |
| 2010-2012  | Choke.Kick.Girl: The Series           | Chatto                         | 8 episódios                                                          |
| 2013       | Bones                                 | Alex Garcia                    | Episódio: "The Fact in the Fiction"                                  |
| 2013       | Criminal Minds                        | Detective Mark Reyas           | Episódio: "The Return"                                               |
| 2016       | Hawaii Five-0                         | Levi Sosa                      | Episódio: "Kuleana"                                                  |
| 2016       | Rush Hour                             | Carlos                         | Episódio: "Pilot"                                                    |
| 2015-2016  | Narcos                                | Horacio Carrillo               | 11 episódios                                                         |
| 2016       | From Dusk Till Dawn: The Series       | Brasa / Brassa                 | 6 episódios                                                          |
| 2017       | Power                                 | Diego Jimenez                  | 3 episódios                                                          |
| 2017       | APB                                   | Marcos Cruz                    | Episódio: "Above & Beyond"                                           |
| 2017       | Kevin Can Wait                        | Domingo                        | Episódios: "Sting of Queens: Part One" e "Sting of Queens: Part Two" |
| 2018       | The Last Ship                         | Gustavo Barros                 | 5 episódios                                                          |
| Videogames |                                       |                                |                                                                      |
| Ano        | Título                                | Papel                          | Notas                                                                |
| 2006       | Full Spectrum Warrior: Ten Hammers    | voz                            |                                                                      |
| 2006       | Saints Row                            | Stillwater's Resident (voz)    |                                                                      |
| 2008       | Saints Row 2                          | voz                            |                                                                      |